# Monti Davis
Damon William Davis, detto Monti (Warren, 26 luglio 1958 – Warren, 4 giugno 2013), è stato un cestista statunitense, professionista nella NBA.

## Carriera
Venne selezionato dai Philadelphia 76ers al primo giro del Draft NBA 1980 (21ª scelta assoluta).